# Nanni Fabbri
Nanni Fabbri, all'anagrafe Giovanni Fabbri (Forlì, 15 agosto 1941 – Roma, 1º maggio 2014), è stato un regista italiano attivo al cinema, in televisione e in teatro.

## Biografia
Vero nome Giovanni Fabbri, da non confondere con l'omonimo editore, figlio del commediografo Diego Fabbri, inizia la carriera al cinema nel 1963 e per dieci anni lavora come assistente regista per Antonio Pietrangeli, Dino Risi, Duccio Tessari e altri ancora. Nel 1974 debutta alla regia con un originale televisivo sceneggiato dal padre, Delirio. In seguito si dedica soprattutto al piccolo schermo, firmando un buon numero di sceneggiati e originali televisivi. Nel 1993, insieme a Romolo Siena, diresse la popolare sitcom Don Fumino, interpretata da Renzo Montagnani. Fu molto attivo dalla metà degli anni '90 anche come regista teatrale: tra le sue numerose direzioni Alice James, Inquisizione, con Mario Scaccia, Ingiunzione finale e Lascio alle mie donne (2008), con Lello Arena. Fu inoltre direttore artistico del Teatro alla Pergola di Firenze, il Teatro Comunale Alfonso Rendano di Cosenza e il Teatro Italia di Roma. È deceduto all'età di 72 anni. Era sposato con l'attrice, doppiatrice e conduttrice televisiva Angiola Baggi, che diresse molte volte sul piccolo schermo e sul palcoscenico.

## Filmografia

### Regista
- Delirio (1974)
- Morte di un seduttore di paese (1978) – anche sceneggiatura
- L’altro Simenon (1979) – serie TV, 4 episodi (1979)
- Il filo e il labirinto – serie TV, episodio Sono già stato qui (1979)
- Delitto in piazza – miniserie TV (1980)
- Tentativo di corruzione – film TV (1983)
- Le storie di Mozziconi – serie TV, 13 episodi (1983)
- La nemica – film TV (1984)
- L’uomo che parla ai cavalli – film TV (1987)
- Processo di famiglia – film TV (1992)
- Don Fumino, co-regia Romolo Siena – sitcom (1993)

### Assistente regista
- Il fornaretto di Venezia di Duccio Tessari (1963) – come Ninni Fabbri
- Il magnifico cornuto di Antonio Pietrangeli (1964)
- Io la conoscevo bene di Antonio Pietrangeli (1965)
- Dio, come ti amo di Miguel Iglesias (1966)
- Operazione San Gennaro di Dino Risi (1966) – come Ninni Fabbri
- Violenza al sole di Florestano Vancini (1969)
- Amore e ginnastica di Luigi Filippo D'Amico (1973)